# Moonlighter
Moonlighter — компьютерная игра в жанре Action-RPG, разработанная испанской командой разработчиков Digital Sun и выпущенная 11 bit studios. Выпуск на платформах Windows, macOS, PlayStation 4 и Xbox One состоялся 29 мая 2018 года. На платформе Nintendo Switch игра вышла 5 ноября 2018 года. На платформе iOS игра вышла 18 ноября 2020 года.

## Геймплей
В Moonlighter игрок управляет своим магазином днём, и исследует мир ночью. В управление магазина входит правление товарами и получение прибыли, которые игрок инвестирует в улучшение города или в улучшения для персонажа. Обновления города позволяют игроку создавать оружие, броню и зелья, а также нанимать работников на неполный рабочий день, чтобы продавать товары в течение дня. Ночью игрок может исследовать подземелья и сражаться с врагами.

## Разработка
| Системные требования | Системные требования                                                                          | Системные требования                   |
| -------------------- | --------------------------------------------------------------------------------------------- | -------------------------------------- |
|                      | Минимальные                                                                                   | Рекомендуемые                          |
| Windows              |                                                                                               |                                        |
| ОС                   | Windows 7                                                                                     | Windows 10                             |
| ЦПУ                  | Intel Core 2 Quad 2.7 ГГц или AMD Phenom II X4 3 ГГц                                          | Intel Core i5                          |
| Объём ОЗУ            | 4 Гб                                                                                          | 8 Гб                                   |
| Место на диске       | 4 Гб                                                                                          | 4 Гб                                   |
| Видеокарта           | GeForce GTX 260 или Radeon HD 5770 с 1024 Мб видеопамяти и поддержкой пиксельных шейдеров 3.0 | GeForce GTX 660                        |
| Звуковая плата       | DirectX-совместимая                                                                           | DirectX-совместимая                    |
| Устройства ввода     | клавиатура, компьютерная мышь                                                                 | клавиатура, компьютерная мышь, геймпад |

В октябре 2017 года из новостных сайтов стало известно, что студия Digital Sun создает игру Moonlighter, издателем игры будет компания 11 bit studios, игра выйдет на платформах Microsoft Windows, PlayStation 4, Xbox One, Nintendo Switch, жанр игры  Action/RPG. Игра вышла 29 мая 2018 года.

## Восприятие
| Сводный рейтинг | Сводный рейтинг                                                          |
| Агрегатор       | Оценка                                                                   |
| --------------- | ------------------------------------------------------------------------ |
| GameRankings    | - 83,33 % (Switch) - 81,15 % (PS4)                                       |
| Metacritic      | 74/100 (PC). 84/100 (Xbox One) 81/100 (PS4) 83/100 (Switch) 88/100 (iOS) |

Игра получила смешанные отзывы. На сайте-агрегаторе Metacritic средняя оценка игры составляет 74 из 100 на основе 24 обзоров для платформы PC
Летом 2018 года, благодаря уязвимости в защите Steam Web API, стало известно, что точное количество пользователей сервиса Steam, которые играли в игру хотя бы один раз, составляет 99 719 человек.
В июне 2022 года издатель 11 bit studios сообщил, что продажи Moonlighter превысили 2 миллиона копий, но игру бесплатно раздавали в Epic Games Store и, возможно, эти копии были включены в продажи.